# Kapucinerkrypten
Kapucinerkrypten (ty. Kapuzinergruft) eller Kejserkrypten (ty. Kaisergruft) er fyrstehuset Habsburgs krypt i Wien. 
Krypten ligger i Innere Stadt ved pladsen Neuer Markt, under Kapucinerkirken og –klosteret.
Kirken og klosteret blev grundlagt i 1618 og indviet i 1632. Klosteret tilhører Kapucinerordenen, der spillede en stor rolle under Modreformationen.
Der er begravet 12 kejsere og 18 kejserinder i krypten. Dertil kommer gravstederne for mange andre medlemmer af den habsburgske familie. 

## Eksterne links
- Wikimedia Commons har flere filer relateret til Kapucinerkrypten
- Kapucinerkryptens hjemmeside (tysk)

48°12′20″N 16°22′11″Ø / 48.20556°N 16.36972°Ø